# Bulinchia
Bulinchia è un termine marinaresco che designa il sistema di chiusura di un osteriggio o di un passauomo (finestrature navali apribili comunemente note anche con il termine di "oblò").
La bulinchia svolge un ruolo determinante nel garantire la tenuta stagna della finestratura apribile, soprattutto in fase di navigazione.
Esistono due tipologie di bulinchia:
1. ) la "bulinchia comune" può essere azionata sia dall'interno che dall'esterno del natante. Questa tipologia di chiusura viene solitamente resa disponibile sui passauomo che devono poter essere aperti o sigillati anche dall'esterno dell'imbarcazione.
2. ) Solitamente alla bulinchia comune viene affiancata anche la "bulinchia di sicurezza". A differenza di quella comune la bulinchia di sicurezza può essere azionata solo dall'interno impedendo l'apertura della finestratura dall'esterno dell'imbarcazione.

La bulinchia solitamente è realizzata in materiale plastico o in metallo resistente all'ossidazione (ottone o acciaio).